# Olympische Sommerspiele 1960/Kanu
Bei den XVII. Olympischen Sommerspielen 1960 in Rom wurden insgesamt sieben Kanuwettbewerbe ausgetragen, davon fünf für Männer und zwei für Frauen.
Die Regatten fanden wie die Ruderregatten auf dem Albaner See bei Castel Gandolfo statt. Es waren Tribünen für 26.000 Zuschauer errichtet worden, die offizielle Besucherzahl bei Kanu und Rudern an allen acht Regattatagen zusammen lag bei unter 24.000 Zuschauern. Es gab jeweils neun Bahnen mit je neun Meter Breite, die vom Start bis ins Ziel durch Bojenketten getrennt waren. Dieses Bojensystem wurde hier erstmals eingesetzt und heißt seither Albano-System. Aus den Vorläufen kamen die erstplatzierten Kanuten in das Finale oder ins Halbfinale, die anderen Kanuten bekamen in Hoffnungsläufen eine zweite Chance. Die Teilnehmerzahlen schwankten zwischen 23 teilnehmenden Booten im Zweier-Kajak der Männer bis zu 11 teilnehmenden Booten im Zweier-Kajak der Frauen.
Erfolgreichste Nation war die Sowjetunion, deren Sportler drei Goldmedaillen und eine Silbermedaille gewannen. Mit einer Goldmedaille sowie drei Silber- und zwei Bronzemedaillen sammelten die Ungarn bei den Kanuwettbewerben die meisten Medaillen und waren damit die zweiterfolgreichste Mannschaft. Dahinter folgt die gesamtdeutsche Mannschaft mit einer Goldmedaille und zwei Silbermedaillen. Dieter Krause und Günter Perleberg, zwei Kanuten aus der DDR, sowie Paul Lange und Friedhelm Wentzke, zwei Kanuten aus der Bundesrepublik, sicherten sich den Olympiasieg in der 4-mal-500-Meter-Staffel im Kajak.

## Bilanz

### Medaillenspiegel
| Platz | Land        | Gold | Silber | Bronze | Gesamt |
| ----- | ----------- | ---- | ------ | ------ | ------ |
| 1     | Sowjetunion | 3    | 1      | –      | 4      |
| 2     | Ungarn      | 1    | 3      | 2      | 6      |
| 3     | Deutschland | 1    | 2      | –      | 3      |
| 4     | Dänemark    | 1    | –      | 1      | –      |
| 4     | Schweden    | 1    | –      | 1      | –      |
| 6     | Italien     | –    | 1      | –      | 1      |
| 7     | Polen       | –    | –      | 2      | 2      |
| 8     | Rumänien    | –    | –      | 1      | 1      |

### Medaillengewinner
| Konkurrenz             | Gold                                                                    | Silber                                                           | Bronze                                                                |
| ---------------------- | ----------------------------------------------------------------------- | ---------------------------------------------------------------- | --------------------------------------------------------------------- |
| Einer-Kajak 1000 m     | Erik Hansen                                                             | Imre Szöllősi                                                    | Gert Fredriksson                                                      |
| Zweier-Kajak 1000 m    | Schweden Gert Fredriksson Sven-Olov Sjödelius                           | Ungarn András Szente György Mészáros                             | Polen Stefan Kapłaniak Władysław Zieliński                            |
| Einer-Kajak 4 × 500 m  | Deutschland Dieter Krause Günter Perleberg Paul Lange Friedhelm Wentzke | Ungarn Imre Szöllősi Imre Kemecsey András Szente György Mészáros | Dänemark Erik Hansen Helmuth Nyborg Sørensen Arne Høyer Erling Jessen |
| Einer-Canadier 1000 m  | János Parti                                                             | Alexander Silajew                                                | Leon Rotman                                                           |
| Zweier-Canadier 1000 m | Sowjetunion Leanid Hejschtar Serhij Makarenko                           | Italien Aldo Dezi Francesco La Macchia                           | Ungarn Imre Farkas András Törő                                        |

| Konkurrenz         | Gold                                          | Silber                                   | Bronze                                   |
| ------------------ | --------------------------------------------- | ---------------------------------------- | ---------------------------------------- |
| Einer-Kajak 500 m  | Antonina Seredina                             | Therese Zenz                             | Daniela Walkowiak                        |
| Zweier-Kajak 500 m | Sowjetunion Marija Schubina Antonina Seredina | Deutschland Therese Zenz Ingrid Hartmann | Ungarn Klára Fried-Bánfalvi Vilma Egresi |

## Ergebnisse

### Männer

#### Einer-Kajak1000 m
| Platz | Land | Sportler         | Zeit (min) |
| ----- | ---- | ---------------- | ---------- |
| 1     | DAN  | Erik Hansen      | 3:53,00    |
| 2     | HUN  | Imre Szöllősi    | 3:54,02    |
| 3     | SWE  | Gert Fredriksson | 3:55,89    |
| 4     | URS  | Ibrohim Hassanow | 3:56,38    |
| 5     | GBR  | Ronald Rhodes    | 4:01,15    |
| 6     | NOR  | Rolf Olsen       | 4:02,31    |
| 7     | EUA  | Wolfgang Lange   | 4:03,05    |
| 8     | FIN  | Simo Kuismanen   | 4:03,66    |

Finale am 29. August um 15:20 Uhr

#### Zweier-Kajak1000 m

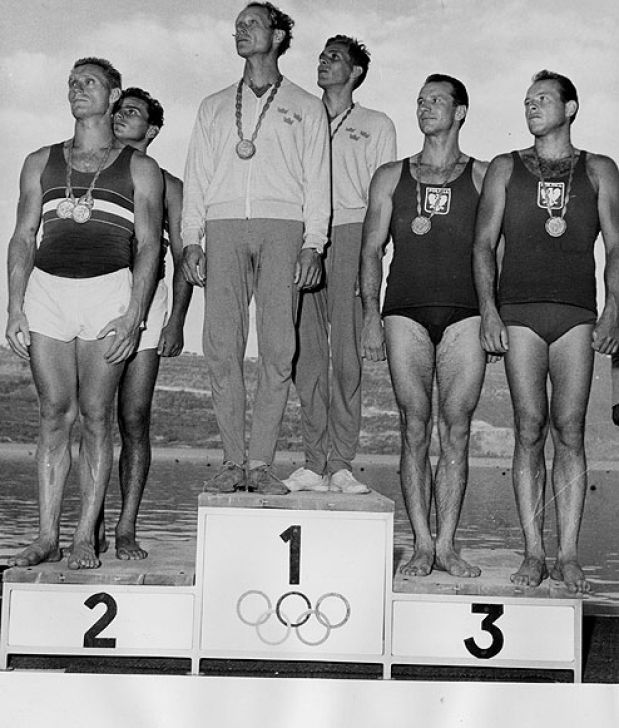
Die Medaillengewinner auf dem Siegertreppchen

| Platz | Land | Sportler                             | Zeit (min) |
| ----- | ---- | ------------------------------------ | ---------- |
| 1     | SWE  | Gert Fredriksson Sven-Olov Sjödelius | 3:34,73    |
| 2     | HUN  | András Szente György Mészáros        | 3:34,91    |
| 3     | POL  | Stefan Kapłaniak Władysław Zieliński | 3:37,34    |
| 4     | URS  | Mykolas Rudzinskas Iwan Holowatschow | 3:37,48    |
| 5     | DAN  | Kaj Schmidt Vagn Schmidt             | 3:39,06    |
| 6     | TCH  | František Riha František Vršovský    | 3:40,78    |
| 7     | NED  | Ruud Knuppe Antonius Geurts          | 3:41,01    |
| 8     | EUA  | Dieter Krause Wolfgang Lange         | 3:44,26    |

Finale am 29. August um 16:00 Uhr

#### Einer-Kajak 4 × 500 m
| Platz | Land | Sportler                                                               | Zeit (min) |
| ----- | ---- | ---------------------------------------------------------------------- | ---------- |
| 1     | EUA  | Dieter Krause Günter Perleberg Paul Lange Friedhelm Wentzke            | 7:39,43    |
| 2     | HUN  | Imre Szöllősi Imre Kemecsey András Szente György Mészáros              | 7:44,02    |
| 3     | DAN  | Erik Hansen Helmuth Nyborg Sørensen Arne Høyer Erling Jessen           | 7:46,09    |
| 4     | POL  | Stefan Kapłaniak Władysław Zieliński Ryszard Skwarski Ryszard Marchlik | 7:49,93    |
| 5     | URS  | Igor Pissarew Anatoli Kononenko Fedir Ljachowskyj Wolodymyr Natalucha  | 7:50,72    |
| 6     | ROU  | Mircea Anastasescu Aurel Vernescu Ion Sideri Stavru Teodorov           | 7:53,00    |

Finale am 29. August um 17:00 Uhr

#### Einer-Canadier1000 m
| Platz | Land | Sportler          | Zeit (min) |
| ----- | ---- | ----------------- | ---------- |
| 1     | HUN  | János Parti       | 4:33,93    |
| 2     | URS  | Alexander Silajew | 4:34,41    |
| 3     | ROU  | Leon Rotman       | 4:35,87    |
| 4     | SWE  | Ove Emanuelsson   | 4:36,46    |
| 5     | TCH  | Tibor Polakovič   | 4:39,72    |
| 6     | EUA  | Detlef Lewe       | 4:39,72    |
| 7     | CAN  | Donald Stringer   | 4:40,65    |
| 8     | BUL  | Bogdan Iwanow     | 4:42,52    |

Finale am 29. August um 15:40 Uhr

#### Zweier-Canadier1000 m
| Platz | Land | Sportler                          | Zeit (min) |
| ----- | ---- | --------------------------------- | ---------- |
| 1     | URS  | Leanid Hejschtar Serhij Makarenko | 4:17,94    |
| 2     | ITA  | Aldo Dezi Francesco La Macchia    | 4:20,77    |
| 3     | HUN  | Imre Farkas András Törő           | 4:20,89    |
| 4     | ROU  | Igor Lipalit Alexe Dumitru        | 4:22,36    |
| 5     | TCH  | Jiří Kodeš Václav Vokál           | 4:27,66    |
| 6     | BUL  | Marin Gopow Toma Sokolow          | 4:31,52    |
| 7     | EUA  | Willi Mehlberg Werner Ulrich      | 4:31,68    |
| 8     | FRA  | Georges Turlier Michel Picard     | 4:35,48    |

Finale am 29. August um 16:20 Uhr

### Frauen

#### Einer-Kajak500 m
| Platz | Land | Sportlerin              | Zeit (min) |
| ----- | ---- | ----------------------- | ---------- |
| 1     | URS  | Antonina Seredina       | 2:08,88    |
| 2     | EUA  | Therese Zenz            | 2:09,22    |
| 3     | POL  | Daniela Walkowiak       | 2:10,46    |
| 4     | DAN  | Annemarie Werner-Hansen | 2:13,88    |
| 5     | HUN  | Klára Fried-Bánfalvi    | 2:14,02    |
| 6     | SWE  | Else-Marie Ljungdahl    | 2:14,17    |
| 7     | ITA  | Alberta Zanardi         | 2:14,31    |
| 8     | TCH  | Eva Kutová              | 2:15,30    |

Finale am 29. August um 15:00 Uhr

#### Zweier-Kajak500 m
| Platz | Land | Sportlerinnen                             | Zeit (min) |
| ----- | ---- | ----------------------------------------- | ---------- |
| 1     | URS  | Marija Schubina Antonina Seredina         | 1:54,76    |
| 2     | EUA  | Therese Zenz Ingrid Hartmann              | 1:56,66    |
| 3     | HUN  | Klára Fried-Bánfalvi Vilma Egresi         | 1:58,22    |
| 4     | POL  | Daniela Walkowiak Janina Mendalska        | 1:59,03    |
| 5     | DAN  | Annemarie Werner-Hansen Birgit Jensen     | 2:01,36    |
| 6     | ROU  | Maria Szkeli Elena Lipalit                | 2:01,68    |
| 7     | ITA  | Gabriella Cotta Ramusino Luciana Guindani | 2:02,47    |
| 8     | TCH  | Eva Kutová Eva Kolinská                   | 2:02,76    |

Finale am 29. August um 16:40 Uhr